# Osloer Strasse (Berlins tunnelbana)
Osloer Strasse är en tunnelbanestation i stadsdelen Gesundbrunnen i centrala Berlin i Tyskland. Den har fått sitt namn efter Osloer Strasse. Stationen är ritad av Rainer G. Rümmler. Här är slutstationen för tunnelbanan linje U9 men även linje U8 trafikerar stationen och man kan även byta till spårvagn.

## Historia
Även om stationen öppnade först under 1970-talet fanns planer för den redan 1907. Då planerade AEG:s dotterbolag AEG-Schnellbahn-AG en tunnel- och högbana, den senare GN-Bahn. 
Byggandet började 1912 men försenades av första världskriget. Entreprenören AEG:s ekonomi var så dålig att arbetena ställdes in helt 1919 varpå Berlins stad övertog projektet. Berlin stad saknades resurser och först 1926 återupptogs arbetet med att bygga linjen. När byggandet återupptogs blev istället Gesundbrunnen slutstationen norrut. 
1955 års beslut om utbyggnad av tunnelbanan hade en utbyggnad till Osloer Strasse i åtanke och att linjerna U8 och U9 skulle korsa varandra. 1973 började byggarbetena. Perrongen för U9 öppnade för trafik 1976, ett år senare öppnade U8:ans perrong. Stationsdelarna är mycket lika, väggarna består av norska flaggor. Fram till 1987 var stationen slutstation på båda linjer men 1987 förlängdes linje U8. 